# Mariano Martí
Pour les articles homonymes, voir Martí.
Mariano Martí est un évêque vénézuélien d'origine espagnole, né à Bràfim (Catalogne) en 1720 et mort à Caracas en 1792.

## Biographie
Il est nommé évêque de Porto Rico le 24 mai 1761 puis de Caracas le 29 janvier 1770.